# Heinrich von der Mark
Heinrich von der Mark (14 de diciembre de 1782 - 14 de junio de 1865) fue un Teniente General bávaro y Ministro de Guerra en funciones entre el 1 de febrero y el 5 de abril de 1848.

## Biografía
Mark nació en Aldenhoven y murió en Bamberg. Participó en las campañas del Ejército bávaro en los años entre 1800 y 1815. En 1815 avanzó hasta Mayor, a Oberstleutnant en 1825 y a Oberst en 1832. En 1841 fue promovido a Mayor General y Brigadier, y unos pocos meses después a Teniente General, también en 1841. Durante el affair de Lola Montez, Mark rechazó desplegar sus tropas para defenderla contra los estudiantes y ciudadanos de Múnich el 11 de febrero de 1848. Después del retiro de Luis I de Baviera, Mark fue ministro de guerra del Reino de Baviera bajo el gobierno del rey Maximiliano II.